# Siero convalescente
Il siero convalescente (o siero immune o iperimmune), o antisiero, è il siero prelevato da un paziente in fase di remissione (convalescenza) da un’infezione, utile a fini terapeutici.  Essendo ricco di anticorpi specifici, può essere somministrato ad altri pazienti affetti dalla stessa patologia infettiva per favorirne la guarigione: questa cura è detta sieroterapia.
Una versione analoga per quanto riguarda il contenuto anticorpale è il plasma stesso da cui deriva, che viene quindi chiamato plasma convalescente o “iperimmune”.
Nella sua accezione antica con «siero convalescente» ci si riferiva al siero derivato da un singolo paziente convalescente, prelevato per trattare un solo altro paziente; invece nella sua accezione moderna il termine si riferisce ad un plasmaderivato (contenente immunoglobuline iperimmuni) prodotto dal frazionamento industriale del plasma donato da un pool di qualche migliaio di convalescenti, sottoposto ad inattivazione patogeni con solvente/detergente, ed a contenuto anticorpale standardizzato, ma contenente solo anticorpi di classe IgG.

## Utilizzo clinico
Alcuni esempi di siero iperimmune usato a scopo profilattico (post-esposizione) o terapeutico sono terapie contro epatite B, rabbia, tetano, Varicella zoster virus, Virus Ebola.

### Cytomegalovirus
Una sperimentazione di immunoglobuline iperimmuni in madri con infezione da cytomegalovirus non ha dato significativi segni di diminuzione del rischio di infezione congenita.